# Shengmei Mai
 Shengmei Mai (麥勝梅, auch  Sheng-Mei Mai Hsu; * 20. Oktober 1950 in Saigon, Vietnam), ist eine chinesische Autorin, die in Deutschland lebt.

## Leben und Werk
Shengmei Mai wurde in einer chinesischen Familie der dritten Generation in Saigon Vietnam geboren. Wesentlichen Einfluss auf ihrem Namen „Shengmei“ hatte ihr Großvater. Der Name bedeutet „schöner und stärker als die chinesische nationale Blüte „Mei““.
Anfang des 20. Jahrhunderts wanderten viele aus den südlichen Provinzen Chinas nach Südostasien und suchten dort ein besseres Leben. Ihre Großeltern kamen damals nach Vietnam. Sie ist die dritte Generation in der Familie, spricht vietnamesisch, aber besuchte eine chinesische Schule in Vietnam. Als Kind las sie chinesische Zeitungen und Zeitschriften. Die chinesische Kultur und die Sprache sind ihr nicht fremd.
Schon in den 1960er Jahren wollten der Vietcong, die antikommunistische Regierung Südvietnams stürzen und das Land wieder vereinen. Am 31. Januar 1968 starteten ca. 80.000 Soldaten der nordvietnamesische Armee und des Vietcong eine Reihe militärischer Operationen (Neujahr-Attentaten) in über 100 Städten in Südvietnam. Saigon und viele andere Städte waren unter schweren Beschuss von Raketenangriffen geraten.
Shengmei Mai hat diesen Krieg miterlebt und hatte, während dieses Krieges, ständig Angst um ihr Leben. Ihre Gedanken „Raus aus diesem Land“ war ein Grund für ihre akademische Ausbildung in Taiwan.
Nach dem Studium, an der National Taiwan Normal Universität, ist sie im Jahr 1973 in die BRD gekommen und hat ihr Magister Artium für Soziologie und Pädagogik an der RWTH Aachen in Jahren 1984 erworben. Aus gesundheitlichen Gründen hat sie ihre Promotion an der Universität Gießen in Jahren 1989 aufgegeben. Zwei Jahre später begann sie, in den Volkshochschulen von Wetzlar und Gießen, Unterricht in der Chinesischen Sprache und in der chinesischen Kochkunst zu geben. Tagsüber arbeitete sie in den Museen in Wetzlar.
Sie schreibt über die deutsche Kultur und die deutschen Städte. Ihr erstes Buch „Deutschland - ein fernes Land“ erschien im Jahr 1999 in Taiwan. Ihr zweites Buch „Eine Reise durch Deutschland - Menschen und Kultur“ erschien im Jahr 2015,
ebenfalls in Taiwan. In diesem Buch beschreibt sie die Erlebnisse ihrer Städtereisen in Deutschland, stellt die Geschichte, Kulturen, Persönlichkeiten und besonders bekannte Literaten vor. Sie bekommt im Jahr 2016 eine Auszeichnung „Empfehlungswürdige Literatur für Mittel- und Grundschüler“.
Sie editiert einige von Vereinsmitgliedern geschriebene Bücher. Darunter zählen vor allem das Essay “Europe without Cliché” (Xinrui Wenchuang, showwe 2010) und das Buch über die Kochkunst in Europa (Niang chuban, showwe 2016).
Shengmei Mai gehört zu den Gründungsmitgliedern und war Präsidentin der Association of Chinese language writers in Europe (欧洲华文作家协会) von 2017 bis 2022.

## Werke (Auswahl)
- 帶你走遊德國 : 人文驚豔之旅 = Deutschland / Dai ni zou you de guo : ren wen jing yan zhi lu = Deutschland, ISBN 9789864450459.